# Tinea camisardella
Tinea camisardella är en fjärilsart som beskrevs av Pierre Chrétien. Tinea camisardella ingår i släktet Tinea och familjen äkta malar. Inga underarter finns listade i Catalogue of Life.